# Montaut (Pirenéus Atlânticos)
Montaut é uma comuna francesa na região administrativa da Nova Aquitânia, no departamento dos Pirenéus Atlânticos. Estende-se por uma área de 15,41 km². Em 2010 a comuna tinha 1 159 habitantes (densidade: 75,2 hab./km²).